# Francesco Lama
Francesco Lama (Faenza, 14 aprile 1907 – 1968) è stato un pilota motociclistico italiano, uno dei protagonisti del motociclismo italiano degli anni trenta.

## Carriera
Il primo approccio con il mondo delle motociclette avviene nel 1919 quando, all'età di soli 12 anni, riesce ad installare un motore sulla bicicletta del padre, costruendosi così la sua prima moto.
Debutta nel mondo delle corse nel 1927, riuscendo subito a stupire tutti con un terzo posto al Circuito del Savio su una Saroléa classe 500. La prima vittoria arriverà l'anno successivo, a Mantova.
Nel 1933 Enzo Ferrari lo ingaggia per la sua scuderia motociclistica, ottenendo buoni piazzamenti, oltre al 2º posto assoluto alla Coppa del Mare di Livorno con la Rudge 250, e alle vittorie di classe nel Trofeo Acerbo con la Rudge 350 e sul Circuito del Littorio a Roma per la prima edizione del Gran Premio d'Italia (chiamato fino all'anno precedente GP delle Nazioni) nella Classe 175 cm³ in sella all'italiana MM.
Nel 1939 diventa Campione Italiano classe 500 alla guida di una Gilera.
Prima di ritirarsi, nel 1948, sale in sella a numerose moto di tutte le cilindrate: dalle italiane Benelli e Mondial fino alle inglesi Rudge e Velocette.
Al termine della carriera si dedica a tempo pieno alla concessionaria e officina Gilera di sua proprietà, aperta nel 1947.